# DPb (Inschrift)

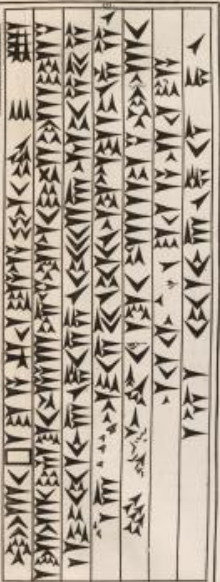
Fragmente der Inschriften DPb (Spalten 1–4) und XPk (Spalten 5–7). Zeichnung von Cornelis de Bruyn

DPb ist die Abkürzung einer Inschrift von Dareios I. (D), einem persischen Herrscher. Sie wurde in Persepolis (P) entdeckt und von der Wissenschaft mit einem Index (b) versehen. Die Inschrift war ursprünglich dreisprachig (altpersisch, elamisch und babylonisch), liegt aber als Fragment nur in altpersischer Sprache vor.

## Inhalt
„Darius, der große König, des Hystaspes Sohn, der Achämenide.“

## Standort
Die Inschrift befand sich ursprünglich auf den Gewandfalten des Königs unterhalb der Inschrift DPaW. Ein Fragment wurde von Cornelis de Bruyn 1704 gefunden und aus dem Vermächtnis von Antoine-Isaac Silvestre de Sacy 1838 dem Cabinet des Médailles übergeben, wo es sich noch heute befindet.

## Forschungsgeschichte
Ursprünglich fand Cornelis de Bruyn sieben Fragmente der Inschrift auf Gewandfalten und veröffentlichte sie 1737 als siebenzeilige Inschrift. Das einzige bis heute erhaltene Fragment im Cabinet des Médailles ist dagegen einzeilig. Das sorgte unter den Wissenschaftlern lange Zeit für Verwirrung, da die Untersuchungen von Georg Friedrich Grotefend aus den Jahren 1802 und 1837 in Vergessenheit geraten waren. Er hatte 1802 bereits festgestellt, dass es sich bei der siebenzeiligen Inschrift um zwei Inschriften handelte, DPb und XPk, und rekonstruierte sie 1837. Erst 1951 nahm Émile Benveniste wieder eine genauere Untersuchung vor. Er konnte mit der ursprünglichen Veröffentlichung, der Dokumentation zu den Fundumständen und einer genaueren Analyse des erhaltenen Fragments nachweisen, dass es sich ursprünglich um eine dreisprachige Inschrift gehandelt hat. Die Inschrift sei zweizeilig gewesen und habe mindestens in zwei Exemplaren existiert. Cornelis de Bruyn baute die Inschrift noch in Persepolis zu einem Einzeiler um, der bis heute das einzig erhaltene Fragment der Inschrift ist. Es befindet sich im Cabinet des Médailles, hat eine Länge von 52,3 cm und enthält den mittleren Teil der altpersischen Sprachversion. Als es 1812 in den Besitz von Antoine-Isaac Silvestre de Sacy kam, fasste es dieser in Marmor ein und ergänzte es mit einer Notiz, die die Fundgeschichte der Inschrift in lateinischer Sprache erzählt. Spätere Wissenschaftler wie zum Beispiel Franz Heinrich Weißbach, der die altpersische Inschrift 1890 erstmals in den Korpus der achämenidischen Inschriften aufnahm, stützten sich noch bis 1951 ausschließlich auf dieses erhaltene Fragment.